# Whitworth Park
Whitworth Park est un parc public, localisé au sud de Manchester en Angleterre. 
Il est juxtaposé à la Whitworth Art Gallery, le musée d’Art moderne et contemporain de la ville. Whitworth Park se situe dans le quartier universitaire. Au nord se trouvent les résidences étudiantes de l'Université de Manchester, appelées Toblerones. Historiquement, le parc était sous la gestion de Chorlton-on-Medlock, un autre quartier de Manchester. Désormais[Quand ?], Whitworth Park est rattaché à la localité de Moss Side.
Le parc de quelque 18 acres (7,3 ha), se situe en face de l’hôpital universitaire de Manchester, Manchester Royal Infirmary, et a été inauguré en 1890 sur un terrain appelé Potters Field. En octobre 1904 et en vertu d'un bail de 1000 ans moyennant un loyer annuel nominal de 10 £, les administrateurs de Whitworth Park louèrent le terrain à la Corporation of Manchester. 
Une statue du roi Édouard VII, réalisée par John Cassidy, a été  inaugurée en 1913 du côté est du parc. Elle commémore la visite royale lors de l'inauguration de l’hôpital Manchester Royal Infirmary en 1909,. La statue en bronze, montée sur un socle en granit brut à forme carrée, est une classée au grade II.
Le parc est un lieu de rencontre pour étudiants et famille vivant aux alentours du parc.